# Gut Göverding
Gut Göverding ist ein Gutshof bei Altenberge, Kreis Steinfurt im Münsterland im Norden des Bundeslandes Nordrhein-Westfalen, gelegen in der Bauerschaft Westenfeld, auf dem im 18. und 19. Jahrhundert Adlige übernachteten. Das Bauernhaus wurde im 15. Jahrhundert erbaut. Der Hof war einst umgeben von Wasser, welches heute nur noch teils in Form von Sümpfen und drei kleineren Teichen vorhanden ist.

## Geschichte
Im 15. Jahrhundert wurde das historische Bauernhaus erbaut. Nach Abschluss der Arbeiten war dies Sitz der Familie Göverding. Das Haus samt Anwesen war von Wasser umgeben und nur über einen Wall erreichbar.
1649 verkaufte Wilhelm Droste zu Göverding dem Henrich Pottgießer, Gewandschneider in Münster, als Mandatar des Rittmeisters Adrian von Nehmen und seiner Frau Geise sein Gut Göverding im Kirchspiel Altenberge für 4800 Reichstaler. Der Verkäufer setzte zur Sicherheit sein Erbe Wesseling im Kirchspiel Darup, Bauernschaft Hastehausen, sowie eine auf von Westerholt zu Lembeck sprechende Obligation von 1500 Reichstalern.
Zwischen 1807 und 1826 wurden Haus Göverding und Ländereien verpachtet, während Witwe Bucholtz 1815 Bernard Multhof zu Altenberge den zu den Haus Göverdinckschen Ländereien gehörigen Abschlag zahlte. 1886 wurde der gesamte Hof taxatiert, um ihn dann 1901 an Franz August Große Brinkhaus, der bis zu diesem Zeitpunkt Pächter des Guts war, zu verkaufen. Von 1910 bis 1938 wurden nachträglich Ställe, in denen Rindvieh, Schweine und zeitweise auch Hühner gehalten wurden, gebaut. Der Graben um das Haus wurde in dieser Zeit größtenteils zugeschüttet.
Während des Zweiten Weltkrieges nahm Franz August Große Brinkhaus mehrere polnische Soldaten, die in deutschem Gewahrsam waren, auf. Da diese sehr pfleglich behandelt wurden, wurde der Hof verschont, als polnische Soldaten umliegende Höfe plünderten – die Kriegsgefangenen stellten sich ihresgleichen in den Weg. 1995 wurde das letzte Gebäude fertiggestellt. Der Hof wird bis heute von Ludger Große Brinkhaus geführt.